# Identification des schémas
Identification des schémas (titre original : Pattern Recognition) est un roman de William Gibson paru en 2003 et publié en France en 2004 aux éditions Au diable vauvert.

## Résumé
Cayce Pollard est consultante en marketing, réputée pour sa faculté à prédire en un clin d'œil l'impact qu'auront un logo ou une marque auprès du public. Paradoxalement, hors de son travail, Cayce a une forte réaction phobique à la vue des logos de grandes marques. Lors d'une prestation à Londres pour l'entreprise Blue Ant, elle se voit confier une nouvelle mission par le fondateur de l'entreprise, Hubertus Bigend. Son travail consiste à découvrir l'origine d'une série de fragments de films publiés anonymement sur le net et autour desquels s'est constituée une communauté virtuelle de fans. Cayce fait elle-même partie de cette communauté.

## Remarques
Le prénom du personnage principal, Cayce, se prononce Case (« [...]il y avait brièvement eu un autre Cayce[...], qui le prononçait aussi Case », chap. 13). Case est le nom de famille du personnage principal de Neuromancien, du même auteur.